# Đơn vị phân loại

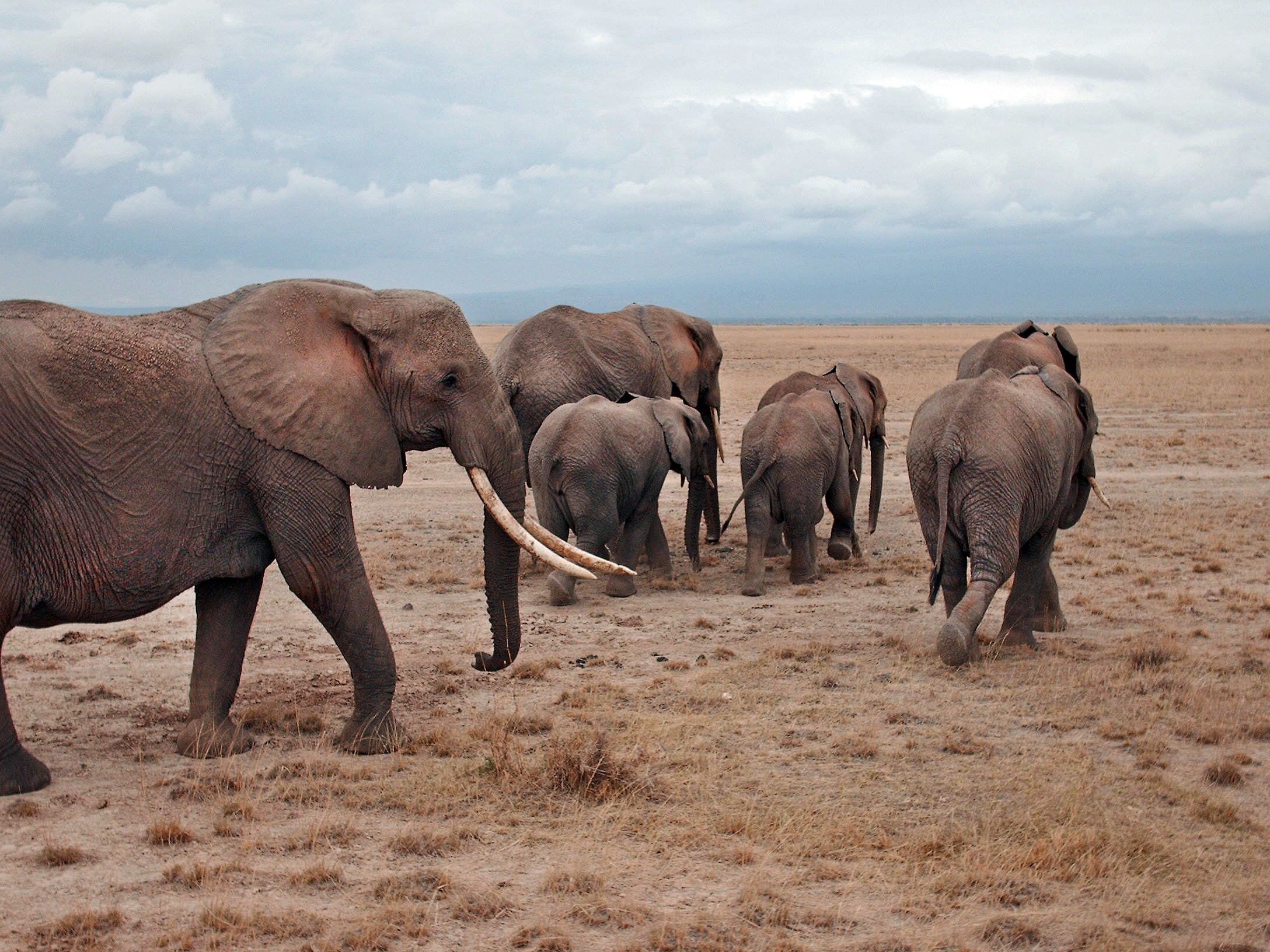
Voi châu Phi tạo thành chi Loxodonta, một đơn vị phân loại được chấp nhận rộng rãi.

Đơn vị phân loại (tiếng Anh: taxon, số nhiều: taxa, tiếng Hán: 分類單元 / 分类单元, Hán - Việt: Phân loại đơn nguyên) là đơn vị thao tác khách quan trong công tác phân loại, tên gọi và đặc trưng phân loại có quy định đặc biệt, là chỉ một chủng loại đơn vị phân loại cụ thể trong tầng lớp cấp bậc. Ví dụ như, một chi (sinh học) cụ thể, một họ (sinh học) cụ thể, một bộ (sinh học) cụ thể, v.v.
Trong sinh vật học, một đơn vị phân loại (taxon) là một nhóm cá thể thuộc bất kỳ một mức độ nào của thang chia bậc. Nói cách khác "taxon" là nhóm sinh vật có thật được chấp nhận làm đơn vị phân loại ở bất kỳ mức độ nào. Như vậy khái niệm taxon luôn bao hàm ý về những đối tượng cụ thể. Mặc dù không cần thiết, một taxon thường được gọi bằng một tên cụ thể và đưa ra một thứ hạng. Nếu một taxon được đặt một tên khoa học, nó sẽ phải tuân theo quy định mà đã được tiêu chuẩn hóa từ trước

## Lịch sử
Thuật ngữ taxon (đơn vị phân loại) lần đầu được sử dụng vào năm 1926 Adolf Meyer-Abich cho nhóm động vật. Về phía thực vật, đó là lời đề nghị của Herman Johannes Lam vào năm 1948, và nó đã được thông qua tại VII Hội Thực Vật Học Quốc tế, được tổ chức vào năm 1950.

## Bậc phân loại
Bậc phân loại là thế hệ phân loại được xếp đặt theo thứ tự cấp bậc từ các đơn vị phân loại. Trong phân loại học có 7 ngôi thứ phân loại cơ bản, bao gồm giới, ngành, lớp, bộ, họ, chi và loài. Để cho xem xét kĩ càng thêm, nên thường chất thêm ngôi thứ trung gian giữa những ngôi thứ cơ bản này, như các ngôi thứ của bậc á (tiền tố sub-) và tổng (tiền tố super-).
Thông qua bậc phân loại, chúng ta có thể hiểu ra vị trí phân loại và tiêu chuẩn tiến hoá của một chủng hoặc một loài côn trùng, ví như vị trí phân loại của châu chấu Đông Á Locusta migratoria manilensis là:
| Thứ bậc phân loại | Đơn vị phân loại                                                   |
| ----------------- | ------------------------------------------------------------------ |
| Giới              | Giới Động vật Animalia                                             |
| Ngành             | Ngành Động vật Chân khớp Arthropoda                                |
| Lớp               | Lớp Côn trùng Insecta                                              |
| Phân lớp          | Phân lớp Côn trùng có cánh Pterygota                               |
| Bộ                | Bộ Cánh thẳng Orthoptera                                           |
| Tổng họ           | Tổng họ Châu chấu Acridoidea                                       |
| Họ                | Họ Châu chấu Acrididae                                             |
| Phân họ           | Phân họ Châu chấu phát tán Oedipodinae                             |
| Chi               | Chi Châu chấu phát tán Locusta                                     |
| Loài              | Loài Châu chấu phát tán Locusta migratoria                         |
| Phân loài         | Phân loài Châu chấu phát tán Locusta migratoria manilensis (Meyen) |

Trong phân loại côn trùng, ngôi thứ Tổng họ cộng thêm đuôi từ -oidea, ngôi thứ Họ cộng thêm đuôi từ -idae, ngôi thứ Phân họ cộng thêm đuôi từ -inae, tông cộng thêm đuôi từ -ini. Chữ cái đầu tiên của cấp bậc chi và các tên gọi đơn vị ở trên nhất luật yêu cầu viết chữ in.